# 城中街道 (梧州市)
城中办街道事处，是中华人民共和国广西壮族自治区梧州市万秀区下辖的一个乡镇级行政单位。

## 行政区划
城中办街道事处下辖以下地区：
民主社区、四坊社区、北山社区、东正社区和冰泉社区。